# Délocalisés
Pour plus de détails, voir Fiche technique et Distribution.
Délocalisés est une comédie française réalisée par Ali et Redouane Bougheraba et sortie en 2025,.
Les réalisateurs indiquent que leur film est du registre « feel good movie ».

## Synopsis
Un employé souhaitant passer à l'échelon supérieur va enfin pouvoir accéder à ce poste, à condition de changer de pays. Arrivé mais déçu, il va y importer ce qu'il sait du mouvement ouvrier.

## Fiche technique
Sauf indication contraire, les informations mentionnées dans cette section peuvent être confirmées par les bases de données cinématographiques IMDb et Allociné,  présentes dans la section « Liens externes ».
- Titre original : Délocalisés
- Réalisation : Ali et Redouane Bougheraba
- Scénario : Cédric Dosne, Germain Blot, Ali et Redouane Bougheraba
- Musique : Maxime Desprez, Michaël Tordjman, Astrid Gomez-Montoya et Rebecca Delannet
- Décors :
- Costumes : Madhushree Athavale
- Photographie :
- Son : Thomas Lachesnais
- Montage :
- Production : Redouane Bougheraba et Yann Zenou
- Société de production : Quad Cinéma, RB Image, Studiocanal, Groupe TF1
- Société de distribution : Studiocanal et Groupe TF1
- Budget : 8,8 millions d'euros[3]
- Pays de production :  France
- Langue originale : français
- Format : couleur — 2,39:1 — son 5.1
- Genre : comédie
- Durée : 86 minutes
- Dates de sortie :
  - France : 12 mars 2025

## Distribution
- Redouane Bougheraba : Redouane
- Vanessa Guide : Marguerite
- Ahassan Uddin : Rahul Kool
- Antoine Gouy : Berthelot
- Josiane Balasko : Marianne
- Fauve Hautot : Charlotte
- Raja Haseeb
- Stéphan Wojtowicz